# Misni dar
Misni dar (stipendij) je novčana pristojba koju darovatelj - naručitelj daruje kada naruči misnu nakanu.
Ovim darivanjem naručitelj podupire poslanje Crkve i u isto vrijeme skrbi o uzdržavanju svećenika i njihovog djelovanja. Misni darovi i darovi koje prime prigodom podjele sakramenata (ženidba, potvrda, krst), sakramentala (crkveni pogreb) te darova dobročinitelja (npr. blagoslov obitelji o Božiću) uvelike pokrivaju uzdržavanje svećenika.
Kolika će biti visina misnog dara, to ne određuju svećenici nego mjesni biskupi. Ne smije svećenik zahtijevati od darivatelja više od iznosa zadane pristojbe. Odstupanja su dopustiva. Viši dar smije se primiti ako je to izraz darivateljeve volje. Nasuprot tome, svećenik smije primiti niži iznos dara ako ga prima od ljudi slabog imovinskog stanja.